# مارک شانون
مارک شانون (انگلیسی: Mark Shannon؛ ‏ ۸ دسامبر ۱۹۳۹ – ۱۱ مهٔ ۲۰۱۸) بازیگر اهل ایتالیا بود. وی همکاری نزدیکی با کارگردانانی چون جو داماتو، ماریو بیانکی، آنتونینو داگوستینو و سرجو برگونتسلی داشت و با بازیگران پورنی چون مارینا هدمن و موانا پوتسی همبازی بود.
از فیلم‌ها یا برنامه‌های تلویزیونی که وی در آن نقش داشته‌است، می‌توان به خانم دکتر روستا، امانوئل در ییلاق، عشق عجیب‌وغریب پورنو، شب‌های شهوانی مردگان زنده، پورنو هولوکاست، اِوایِ سیاه، سکس سیاه، ارگاسم سیاه، قاتلان پورنو، حس دشوار و کالیگولا… قصه ناگفته اشاره کرد.